# The Frames
The Frames sono un gruppo musicale rock irlandese fondato nel 1990, originario di Dublino guidato dal cantante Glen Hansard. Il gruppo ha pubblicato sei album in studio e due dischi dal vivo.
Il gruppo è composto, oltre ad Hansard, da Colm Mac Con Iomaire, Dave Hingerty, Joe Doyle e Rob Bochnik.

## Formazione
Attuale
- Glen Hansard - voce, chitarra (dal 1990)
- Colm Mac Con Iomaire - tastiere, voce, violino (dal 1990)
- Joe Doyle - basso, voce (dal 1996)
- Rob Bochnik - chitarra, voce (dal 2002)
- Graham Hopkins - batteria, cori (dal 2008)

Ex membri
- Noreen O'Donnell - voce (1990-1996)
- Dave Odlum - chitarra (1990-2002)
- Paul Brennan "Binzer" - batteria, percussioni (1990-1998)
- Dave Hingerty - batteria, percussioni (1998-2003)
- John Carney - basso, voce (1990-1993)
- Graham Downey - basso (1993-1996)
- Johnny Boyle - batteria (2003-2008)

## Discografia
Album in studio
- 1991 - Another Love Song
- 1995 - Fitzcarraldo
- 1999 - Dance the Devil
- 2001 - For the Birds
- 2004 - Burn the Maps
- 2006 - The Cost
- 2015 - Longitude

Live
- 2002 - Breadcrumb Trail
- 2003 - Set List